# Praça do Relógio (Taguatinga)

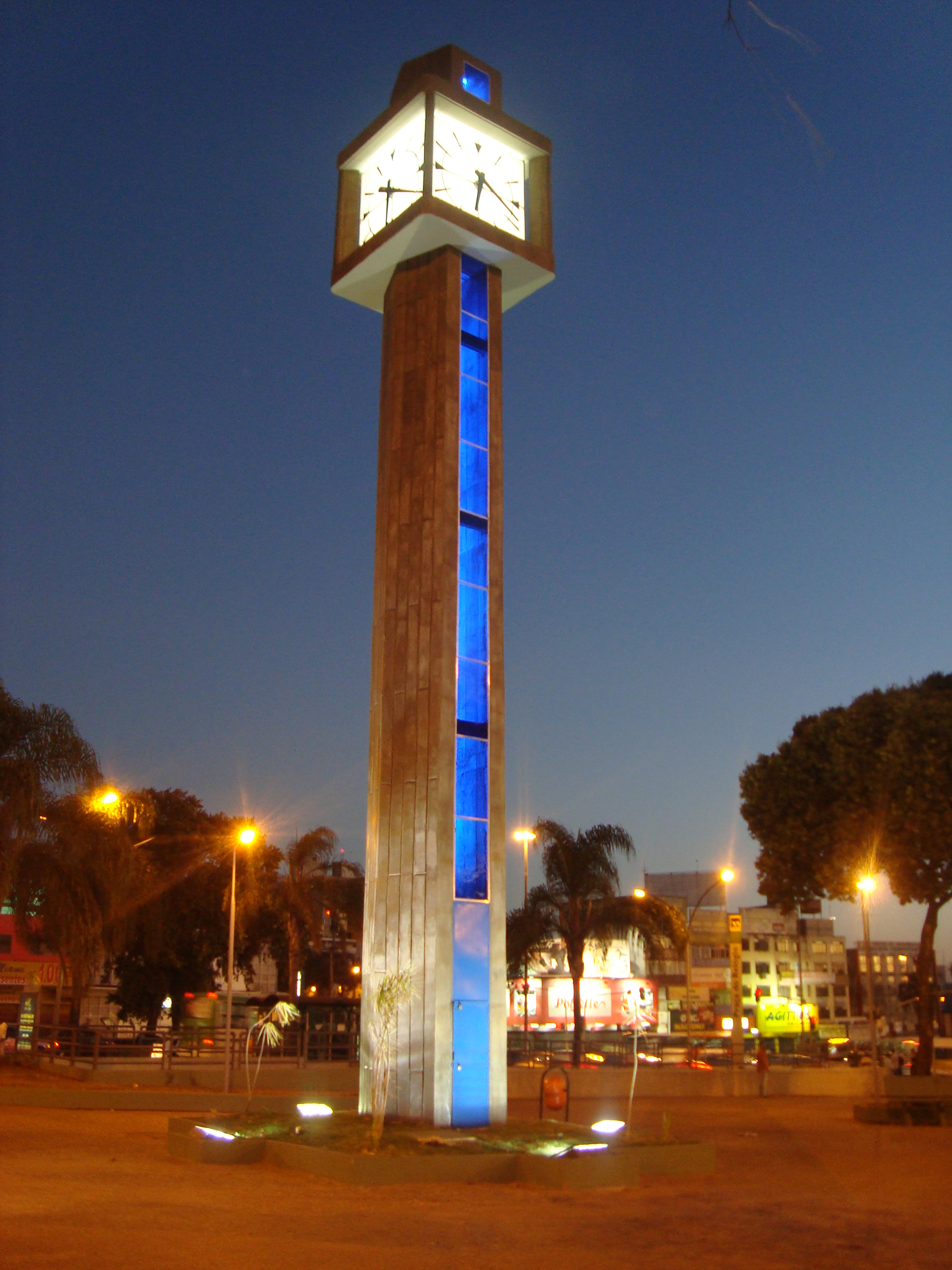
Vista parcial da Praça do Relógio, no centro de Taguatinga

A Praça do Relógio é uma praça situada no centro de Taguatinga, no Distrito Federal. Nela fica a Administração Regional de Taguatinga e a Estação Praça do Relógio do Metrô do Distrito Federal. Possui banheiro público aberto das 6:00 às 22:00 e um ponto de táxi.
Muitos habitantes reclamam da falta de segurança e dos assaltos na área. Para coibi-los, a administração regional prometeu a instalação de um posto policial no início de julho de 2009, sendo mais uma vez anunciado pela ocasião da inauguração da fonte luminosa em março de 2010, mas somente concretizado em abril de 2012, com a inauguração do Posto Comunitário de Segurança (PCS 127). Alguns moradores reclamam também da falta constante de policiais no posto.

## Relógio
O relógio que deu o nome à praça foi doado pela Citizen Watch Co. em 22 de Dezembro de 1970, após a visita do presidente internacional da companhia, Dr. Eiichi Yamada em 22 de Agosto de 1970, quando o então Administrador Regional de Taguatinga, Professor Fernando Corassa, determinou que fosse construído o obelisco que abriga o mecanismo e as quatro faces do relógio. Foi restaurado em 5 de maio de 2008 por ocasião das comemorações do cinquentenário da fundação de Taguatinga.
Consiste numa coluna de concreto de seção hexagonal transversal com aproximadamente 15m de altura e abaixo do topo possui um relógio de quatro faces dentro de uma estrutura de concreto quadrada. O relógio tocaria badaladas a cada hora, e uma badalada a cada 15 minutos, porém a falta de manutenção impede o funcionamento perfeito e constante do relógio.
- Autor do projeto: Eng. Adail Dalla Bernardina
- Construtor: Eng. Roper de Souza Nogueira

O Relógio foi tombado como patrimônio cultural e artístico do Distrito Federal pelo Decreto nº 11.823 de 18 de Setembro de 1989.

## Fonte luminosa

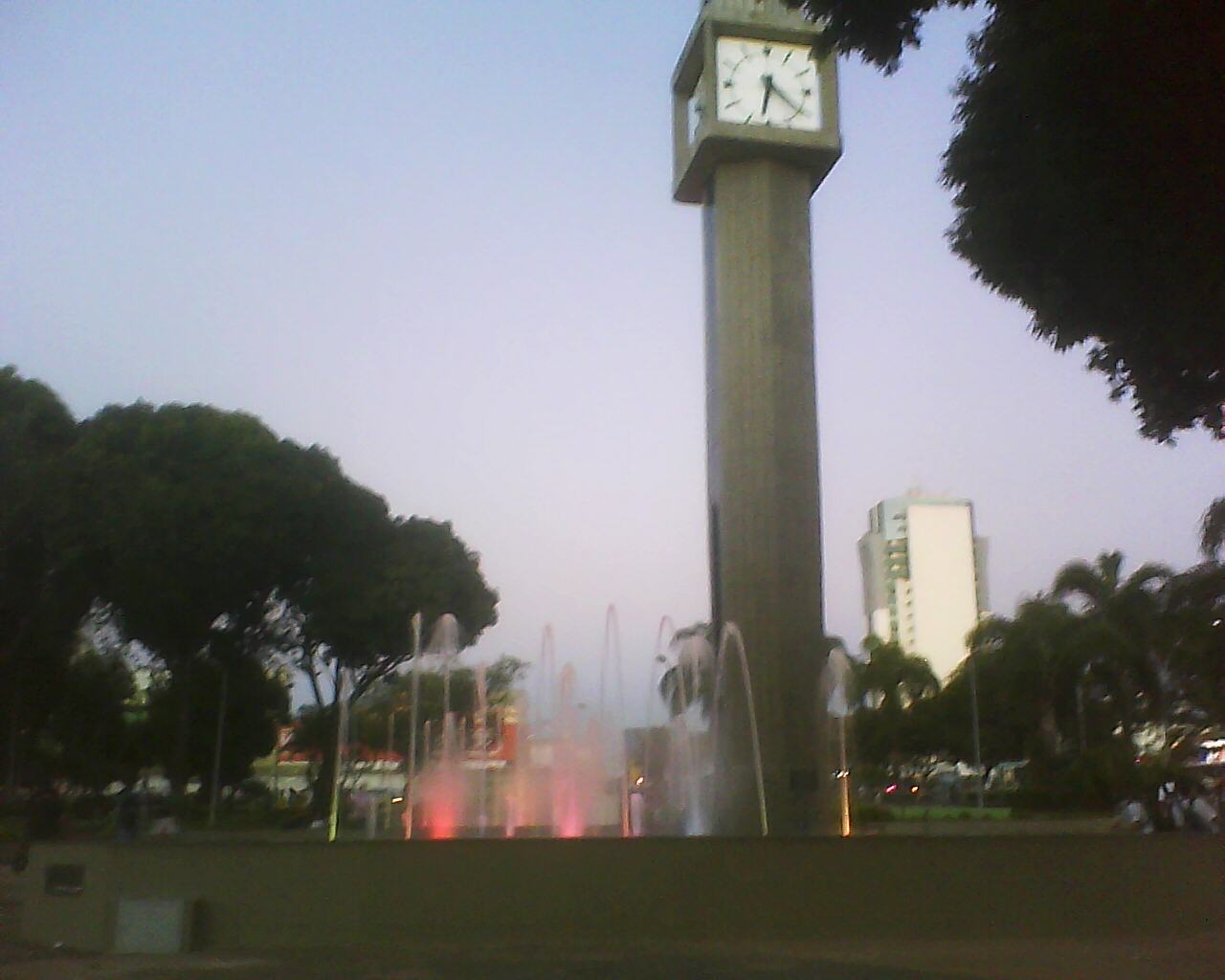
Fonte luminosa

Uma fonte luminosa foi construída ao redor do Relógio da praça. Inaugurada em 18 de março de 2010, consiste em dois tanques com chafarizes, toca música, e a água executa movimentos de acordo com a música e as cores das luzes emitidas a cada instante.
- Autor do projeto: Eng. Silvio Santos
- Construtora: Euroatlântica.[6] [nota 1]